# Stenocrates spinosus
Stenocrates spinosus är en skalbaggsart som beskrevs av Roger Paul Dechambre 2003. Stenocrates spinosus ingår i släktet Stenocrates och familjen Dynastidae. Inga underarter finns listade i Catalogue of Life.